# Manuel Ramírez Valentín
Manuel Ramírez Valentín (Barcelona, 27 de gener de 1938) és un polític valencià, diputat a les Corts Valencianes en la III Legislatura.
Treballà com a inspector tècnic d'educació a Castelló de la Plana i alhora militava en el Partido Popular, del que en fou membre del comitè executiu provincial. Fou elegit diputat a les eleccions a les Corts Valencianes de 1991, on fou vocal de les Comissions d'Educació i Cultura i de Política Social i Ocupació de 1991 a 1995.